# Philips CD-i
CD-i, или Compact Disc Interactive, — название мультимедийного интерактивного CD-плеера, разработанного и распространяемого Royal Philips Electronics N.V. CD-i также является названием стандарта для мультимедийных компакт-дисков, используемых консолью CD-i. Этот стандарт также известен под названием «Зелёная книга». Он был разработан компаниями Philips и Sony в 1986 году. Первый плеер Philips CD-i, выпущенный в 1991 году и изначально стоивший около 700 долларов, имел возможность воспроизведения интерактивных дисков CD-i, аудио-CD, CD+G (CD+Graphics), Karaoke CD, и Video CDs (VCDs). Для воспроизведения последних требовалась опциональная «Digital Video Card» (карта для цифрового видео), выполнявшая декодирование видео в формате MPEG-1.

## Приложения
Первое программное обеспечение, выпущенное в формате CD-i, в основном представляло образовательные, музыкальные и развивающие программы. Игровых программ было совсем немного, большинство из них представляло собой адаптации настольных игр, типа «Connect Four». Последующие попытки найти точку опоры на рынке видеоигр оказались неудачными из-за появления более дешёвых и мощных домашних игровых консолей, таких как Sony PlayStation. CD-i примечательна наличием на ней нескольких игр с персонажами, обычно появлявшимися только на консолях от Nintendo, при том, что эти игры не были разработаны Nintendo. Так, в игре-головоломке Hotel Mario присутствовали персонажи из серии игр Super Mario Bros.. Также были выпущены 3 игры из серии The Legend of Zelda: Link: The Faces of Evil, Zelda: The Wand of Gamelon и Zelda's Adventure. Это явилось следствием заключения между Nintendo и Philips контракта на совместную разработку CD-ROM расширения для консоли Super Nintendo Entertainment System, и по условиям контракта Philips сохранила разрешение на использование персонажей Nintendo после отмены сделки. Эти игры получили крайне негативные отзывы критиков.
Несмотря на интенсивные попытки продвижения консоли CD-i со стороны Philips, потребительский интерес к программному обеспечению CD-i оставался низким. В 1994 году продажи систем CD-i начали снижаться, и в 1998 вся линейка продуктов была снята с производства. После истощения домашнего рынка Philips с некоторым успехом попыталась позиционировать технологию как решение для торговых точек и промышленной мультимедиа.

## Плееры CD-i

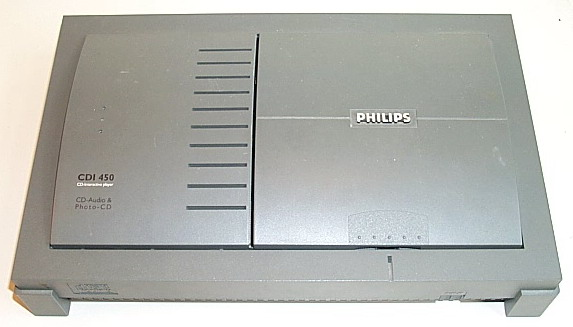
Philips CD-i 450

### Philips
Помимо обычных пользовательских моделей, Philips Interactive Media Systems и другие распространители продукции также продавали профессиональные плееры и плееры для разработчиков. Philips представила несколько моделей CD-i плееров.
- CD-i плееры 200 серии, в которую входят модели 205, 210 и 220. Модели 200 серии были разработаны для основных потребителей, и были доступны у больших поставщиков домашней электроники по всему миру. Модели Philips CD-i 910 была американской версией CD-i 205, самой простой модели в серии.
- CD-i плееры 300 серии, в которую входят модели 310, 350, 360 и 370. 300 серия содержала портативные плееры, созданные для профессионального рынка, и была недоступна для обычных потребителей. Её популярным применением были мультимедиапрезентации, так как эти устройства могли легко транспортироваться на место презентаций.
- CD-i плееры 400 серии, в которую входят модели 450, 470, 490. Модели 400 серии имели уменьшенные габариты, и предназначались для консольного и образовательного рынка. Например, модель CD-i 450 была бюджетным вариантом, разработанным для соревнования с игровыми консолями. В этой версии инфракрасный пульт дистанционного управления был нестандартным и опциональным.
- CD-i плееры 600 серии, в которую входят модели 601, 602, 604, 605, 615, 660 и 670. 600 серия была разработана для профессиональных применений и разработки программного обеспечения. Устройства из этой линейки могли работать с гибкими дисками и имели возможность подключения клавиатуры и другой компьютерной периферии. Некоторые модели также могли подключаться к эмулятору, для тестирования и отладки программного обеспечения.

Также существовало несколько моделей, которые трудно отнести к какой-либо категории. Это такие модели, как, например, FW380i — стереосистема, совмещённая с CD-i плеером; или 21TCDi30 — телевизор со встроенной консолью CD-i; или компонентная система CD-i 180/181/182, первая производившаяся система CD-i. Кроме того, выпускались модели CDi/PC 2.0 (в виде платы расширения ISA) и I2M (в виде платы расширения PCI), позволяющие полноценно проигрывать CD-i и Video CD диски на компьютерах.

### Другие производители
Помимо Philips, производством CD-i плееров занимались и некоторые другие производители — такие, как Magnavox, GoldStar / LG Electronics, Digital Video Systems, Memorex, Grundig, Kyocera, NBS, Highscreen, и Bang & Olufsen, которая производила телевизоры со встроенной CD-i консолью.

## TeleCD-i и CD-MATICS
Заметив растущую потребность потребителей в сетевой мультимедиа, в 1992 году Philips начала сотрудничество с Амстердамской CDMATICS, с целью разработки TeleCD-i (также известна как TeleCD). В этой концепции плеер CD-i подключался к сети (PSTN, Интернет или другой), получая возможность передачи данных и доступ к большому количеству медиаинформации. Немецкая сеть магазинов Albert Heijn и крупная компания Neckermann Shopping, занимающаяся торговлей по почте, были первыми потребителями и начали распространение лучших приложений TeleCD-i через свои сервисы. CDMATICS также разработала специальный набор программных инструментов Philips TeleCD-i Assistant, предназначенный для упрощения поддержки и реализации TeleCD-i мировыми производителями мультимедиа. На момент своего появления TeleCD-i была первой в мире сетевой системой доставки мультимедиаконтента. В 1996 году Philips приобрела у CDMATICS права на исходный код.

## Технические характеристики
Процессор
- 16-разрядный 68070 с CISC архитектурой (ядро 68000)
- Тактовая частота 15,5 МГц

Видео
- Разрешение: от 384x280 до 768x560
- Цвет: 16,7 миллионов, одновременно отображается до 32,768
- MPEG 1 Cartridge Plug-In для воспроизведения VideoCD и Digital Video

Операционная система
- CD-RTOS (основана на Microware's OS-9)

Остальное
- 1,5 Мб основной оперативной памяти
- Односкоростной CD-привод
- Восьмиканальный ADPCM звук
- Вес вместе с DV Cart — 1,460 Кг, без DV — 1,210 Кг

CD-i принадлежности
- CD-i Mouse
- Roller Controller
- CD-i Trackball
- I/O Port Splitter
- Touchpad Controller
- Gamepad Controller (см. Gravis PC GamePad)
- IR Wireless Controller